# Tantilla cuniculator
La culebra ciempiés del Petén (Tantilla cuniculator) es una especie de serpiente que pertenece a la familia Colubridae.

## Taxonomía
Mancha pálida distintiva al lado de la cabeza y atrás del ojo; rayas pálidas laterales en el cuerpo.Descrita por SMITH, Rv. Zoologica, vol. 27 en 1942.

## Distribución y hábitat
Es nativo de la península de Yucatán en México, el norte del Petén en Guatemala y el norte de Belice. Su hábitat natural se compone de hoja perenne tropical y bosque espinoso. Su rango altitudinal oscila entre 0 y 200 m s. n. m.. Es una serpiente terrestre cuyas presas incluye los ciempiés.